# Olulis
Olulis is een geslacht van vlinders van de familie spinneruilen (Erebidae), uit de onderfamilie Calpinae.

## Soorten
- O. absimilis Hampson, 1898
- O. albilineata Hampson, 1926
- O. lactigutta Hampson, 1907
- O. luga Swinhoe, 1901
- O. megalopsis Hampson, 1926
- O. methaema Hampson, 1926
- O. murudensis Prout, 1926
- O. postrosea Hampson, 1926
- O. puncticinctalis Walker, 1863
- O. rosacea Bethune-Baker, 1908
- O. subrosea Turner, 1908